# Benjamin Bonzi
Benjamin Bonzi (* 9. června 1996 Nîmes) je francouzský profesionální tenista. Ve své dosavadní kariéře na okruhu ATP Tour vyhrál jeden singlový i deblový turnaj. Na challengerech ATP a okruhu ITF získal dvacet dva titulů ve dvouhře a dvacet sedm ve čtyřhře.
Na žebříčku ATP byl ve dvouhře nejvýše klasifikován v únoru 2023 na 42. místě a ve čtyřhře v září 2022 na 121. místě. Trénuje ho Lionel Zimbler.
Ve francouzském daviscupovém týmu debutoval v roce 2022 pauským kvalifikačním kolem proti Ekvádoru, v němž za rozhodnutého stavu vyhrál nad Antoniem Cayetanem Marchem. Francouzi zvítězili 4:0 na zápasy a postoupili do finálového turnaje, v němž prohrál s Němcem Struffem, Australanem de Minaurem i Belgičanem Goffinem. Do září 2023 v soutěži nastoupil k pěti mezistátním utkáním s bilancí 1–4 ve dvouhře a 0–0 ve čtyřhře.

## Tenisová kariéra
V juniorském tenise vyhrál čtyřhru na French Open 2014, v níž startoval s krajanem Quentinem Halysem. Ve finále porazili Rakušana Lucase Miedlera s Australanem Akirou Santillanem.
Na grandslamu debutoval v mužském singlu French Open 2017 po obdržení divoké karty. Ve čtvrté sadě úvodního kola mu, za vedení 2–1 na sety, skrečoval Rus Daniil Medveděv pro svalové křeče. Poté však získal jen čtyři gamy na španělskou světovou dvacítku Alberta Ramose-Viñolase. Tím zároveň odehrál první zápasy v hlavní soutěži okruhu ATP Tour. Premiérové finále na túře ATP si zahrál ve čtyřhře montpellierského Open Sud de France 2019, do níž získal divokou kartu s krajanem Antoinem Hoangem. V závěrečném duelu podlehli nejvýše nasazenému, chorvatsko-francouzskému páru Ivan Dodig a Édouard Roger-Vasselin.

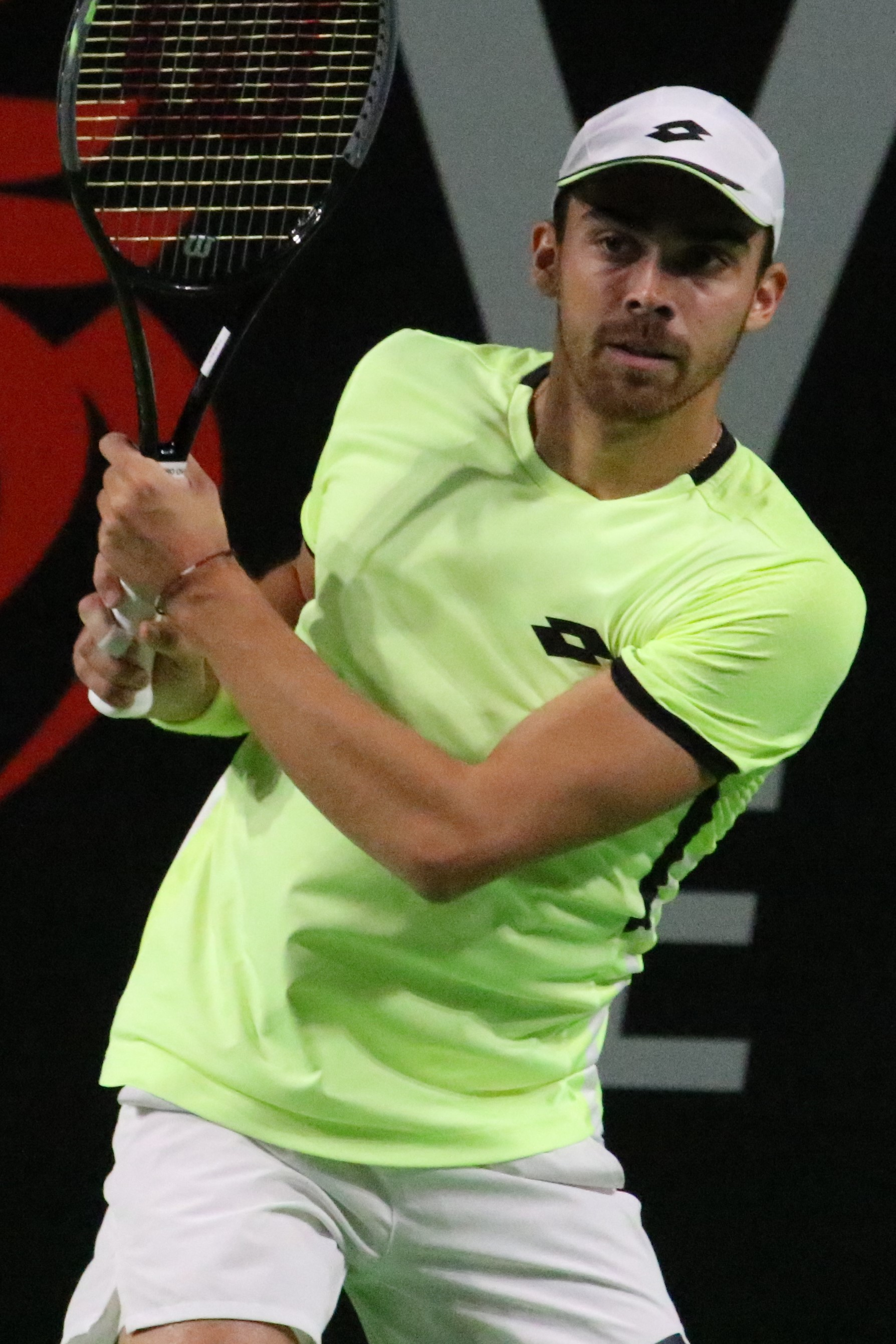
Na challengeru v Mouilleron-le-Captif (2021)

Do první dvouhry mimo grandslam zasáhl na listopadovém Rolex Paris Masters 2020 opět na divokou kartu. Po výhře nad šťastným poraženým z kvalifikace Federicem Coriou, skončil na raketě španělského kvalifikanta Alejandra Davidoviche Fokiny ze sedmé desítky žebříčku. Do čtvrtfinále i semifinále poprvé postoupil na Open 13 Provence 2022 v Marseille, kde dosáhl debutové výhry nad členem z elitní světové dvacítky, patnáctým v pořadí Aslanem Karacevem. Poté nestačil na světovou sedmičku Andreje Rubljova.
V challangerové sezóně 2021 vyrovnal historický rekord okruhu, když během kalendářního roku vyhrál šest turnajů ve dvouhře. Stejný výkon se před ním podařil pouze Júnisi Al Ajnávímu (1998), Juanu Ignaciu Chelovi (2001) a Facundu Bagnisovi (2016). Na přelomu srpna a září navíc tři z titulů v Saint-Tropez, Cassis a Rennes vybojoval ve třech po sobě jdoucích týdnech, což naposledy před ním dokázal Michail Južnyj v roce 2016. Bodový zisk jej 20. září 2021 posunul na nové kariérní maximum, 61. příčku. Přes krajana Arthura Rinderkneche a světovou jednadvacítku Lorenza Sonega postoupil do třetího kola BNP Paribas Open 2022 v Indian Wells, v němž nenašel recept na desátého muže klasifikace Jannika Sinnera. Čtvrtfinálovou účast zaznamenal na travnatém BOSS Open 2022 ve Stuttgartu a v prvním kole Terra Wortmann Open 2022 i v semifinále Mallorca Championships 2022, hraných rovněž na travnatém povrchu, podlehl světové šestce Stefanosi Tsitsipasovi.
Do prvního finále dvouhry okruhu ATP Tour se probojoval na lednovém Maharashtra Open 2023 v Puné po vítězství nad druhým nasazeným Nizozemcem Boticem van de Zandschulpem ze čtvrté desítky žebříčku. V souboji o titul jej zdolal další zástupce nizozemského tenisu Tallon Griekspoor, ačkoli získal úvodní sadu. Po vylepšení grandslamového maxima třetím kolem na Australian Open 2023, kde jej zastavil Australan Alex de Minaur, dosáhl druhé finálové účasti na únorovém Open 13 Provence 2023. V závěrečném utkání podlehl nejvýše nasazenému Polákovi a jedenáctému hráči světa Hubertu Hurkaczovi, který ve druhém setu odvrátil tři setboly. Bodový zisk posunul Bonziho o patnáct míst výše na 45. příčku, tři pozice za kariérním maximem.

## Finále na okruhu ATP Tour
| Legenda                     |
| --------------------------- |
| D – dvouhra; Č – čtyřhra    |
| Grand Slam (0)              |
| Turnaj mistrů (0)           |
| ATP Tour Masters 1000 (0)   |
| ATP Tour 500 (0)            |
| ATP Tour 250 (1–2 D; 1–1 Č) |

### Dvouhra: 3 (1–2)
| Stav      | č. | datum         | turnaj             | kategorie | povrch    | soupeř ve finále  | výsledek      |
| --------- | -- | ------------- | ------------------ | --------- | --------- | ----------------- | ------------- |
| Finalista | 1. | leden 2023    | Puné, Indie        | ATP 250   | tvrdý     | Tallon Griekspoor | 6–4, 5–7, 3–6 |
| Finalista | 2. | únor 2023     | Marseille, Francie | ATP 250   | tvrdý (h) | Hubert Hurkacz    | 3–6, 6–7(4–7) |
| Vítěz     | 1. | listopad 2024 | Mety, Francie      | ATP 250   | tvrdý (h) | Cameron Norrie    | 7–6(8–6), 6–4 |

### Čtyřhra: 2 (1–1)
| Stav      | č. | datum     | turnaj               | kategorie | povrch    | spoluhráč             | soupeři ve finále                 | výsledek |
| --------- | -- | --------- | -------------------- | --------- | --------- | --------------------- | --------------------------------- | -------- |
| Finalista | 1. | únor 2019 | Montpellier, Francie | ATP 250   | tvrdý (h) | Antoine Hoang         | Ivan Dodig Édouard Roger-Vasselin | 3–6, 3–6 |
| Vítěz     | 1. | únor 2025 | Marseille, Francie   | ATP 250   | tvrdý (h) | Pierre-Hugues Herbert | Sander Gillé Jan Zieliński        | 6–3, 6–4 |

## Tituly na challengerech ATP a okruhu ITF
| Legenda                 |
| ----------------------- |
| Challengery (11 D; 3 Č) |
| ITF (11 D; 24 Č)        |

### Dvouhra (22 titulů)
| Č.  | datum         | turnaj                               | povrch    | poražený finalista    | výsledek                  |
| --- | ------------- | ------------------------------------ | --------- | --------------------- | ------------------------- |
| 1.  | srpen 2015    | Smyrna, Turecko                      | tvrdý     | Cem İlkel             | 7–6(7–2), 7–5             |
| 2.  | říjen 2016    | Hammámet, Tunisko                    | antuka    | Mariano Kestelboim    | 7–6(7–3), 6–2             |
| 3.  | říjen 2016    | Hammámet, Tunisko                    | antuka    | Javier Martí          | 7–5, 6–3                  |
| 4.  | listopad 2016 | Šarm aš-Šajch, Egypt                 | tvrdý     | Dennis Novak          | 4–6, 6–3, 6–1             |
| 5.  | únor 2017     | Šarm aš-Šajch, Egypt                 | tvrdý     | Patrik Néma           | 7–5, 7–6(7–4)             |
| 6.  | květen 2017   | Hammámet, Tunisko                    | antuka    | Juan Ignacio Galarza  | 6–7(4–7), 6–0, 6–1        |
| 7.  | květen 2017   | Nevers, Francie                      | tvrdý     | Marek Jaloviec        | 6–2, 3–6, 7–5             |
| 8.  | červen 2019   | Toulouse, Francie                    | antuka    | Hugo Gaston           | 6–4, 6–4                  |
| 9.  | září 2019     | Madrid, Španělsko                    | antuka    | Alejandro González    | 6–2, 7–6(7–5)             |
| 10. | únor 2020     | Nonthaburi, Thajsko                  | tvrdý     | Sebastian Fanselow    | 6–4, 6–1                  |
| 11. | březen 2020   | Potchefstroom, Jihoafrická republika | tvrdý     | Tobias Simon          | 7–6(14–12), 6–4           |
| 1.  | únor 2021     | Potchefstroom, Jihoafrická republika | tvrdý     | Liam Broady           | 7–5, 6–4                  |
| 2.  | květen 2021   | Ostrava, Česko                       | antuka    | Renzo Olivo           | 6–4, 6–4                  |
| 3.  | červenec 2021 | Segovia, Španělsko                   | tvrdý     | Tim van Rijthoven     | 7–6(12–10), 3–6, 6–4.     |
| 4.  | srpen 2021    | Saint-Tropez, Francie                | tvrdý     | Christopher O'Connell | 6–7(10–12), 6–1, 0–0skreč |
| 5.  | září 2021     | Cassis, Francie                      | tvrdý     | Lucas Pouille         | 7–6(7–4), 6–4             |
| 6.  | září 2021     | Rennes, Francie                      | tvrdý (h) | Mats Moraing          | 7–6(7–3), 7–6(7–3)        |
| 7.  | únor 2022     | Cherbourg, Francie                   | tvrdý (h) | Constant Lestienne    | 6–4, 2–6, 6–4             |
| 8.  | červen 2022   | Aix-en-Provence, Francie             | antuka    | Grégoire Barrère      | 6–2, 6–4                  |
| 9.  | červenec 2024 | Winnipeg, Kanada                     | tvrdý     | Šó Šimabukuro         | 5–7, 6–1, 6–4             |
| 10. | říjen 2024    | Roanne, Francie                      | tvrdý (h) | Matteo Martineau      | 7–5, 6–1                  |
| 11. | říjen 2024    | Saint-Brieuc, Francie                | tvrdý (h) | Lucas Pouille         | 6–2, 6–3                  |

### Čtyřhra (27 titulů)
| Č.  | datum         | turnaj                               | povrch    | spoluhráč                 | poražení finalisté                       | výsledek                    |
| --- | ------------- | ------------------------------------ | --------- | ------------------------- | ---------------------------------------- | --------------------------- |
| 1.  | říjen 2014    | Heráklion, Řecko                     | tvrdý     | Quentin Halys             | Mauricio Astorga Alberto Rojas-Maldonado | 6–2, 6–4                    |
| 2.  | červenec 2015 | Castelo Branco, Portugalsko          | antuka    | Romain Barbosa            | Antoine Hoang Grégoire Jacq              | 7–6(10–8), 6–7(7–9), [10–7] |
| 3.  | srpen 2015    | Sakarya, Turecko                     | tvrdý     | Grégoire Jacq             | Jannai Barkai Alon Elia                  | 6–1, 6–2                    |
| 4.  | říjen 2015    | Marsá al-Qantáwí, Tunisko            | tvrdý     | Fabien Reboul             | Lukas Mugevičius Roberto Ortega Olmedo   | 4–6, 6–4, [10–8]            |
| 5.  | říjen 2015    | Marsá al-Qantáwí, Tunisko            | tvrdý     | Fabien Reboul             | Aziz Dougaz Anis Ghorbel                 | 6–2, 6–2                    |
| 6.  | říjen 2015    | Marsá al-Qantáwí, Tunisko            | tvrdý     | Roberto Ortega Olmedo     | Anis Ghorbel Franciesco Vilardo          | 6–0, 6–3                    |
| 7.  | březen 2016   | Balma, Francie                       | tvrdý (h) | Fabien Reboul             | Martin Beran Maxime Tabatruong           | 7–5, 6–3                    |
| 8.  | duben 2016    | Dauhá, Katar                         | tvrdý     | Antoine Bellier           | Daniel Cox Milos Sekulic                 | 6–3, 6–2                    |
| 9.  | duben 2016    | Dauhá, Katar                         | tvrdý     | Antoine Bellier           | Anis Ghorbel Tak Khunn Wang              | 7–6(7–5), 6–3               |
| 10. | duben 2016    | Dauhá, Katar                         | tvrdý     | Antoine Bellier           | Anis Ghorbel Tak Khunn Wang              | 6–2, 1–6, [11–9]            |
| 11. | květen 2016   | Hammámet, Tunisko                    | antuka    | Anis Ghorbel              | Sergio Martos Gornés Oriol Roca Batalla  | 6–3, 7–6(8–6)               |
| 12. | červen 2016   | Mont-de-Marsan, Francie              | antuka    | Grégoire Jacq             | Romain Arneodo Benjamin Balleret         | 7–6(7–4), 7–6(7–1)          |
| 13. | červenec 2016 | Gubbio, Itálie                       | antuka    | Grégoire Jacq             | Alessandro Colella Cristian Carli        | 6–2, 6–1                    |
| 14. | srpen 2016    | Rotterdam, Nizozemsko                | antuka    | Altuğ Çelikbilek          | Bobbie De Goeijen Glenn Smits            | 6–3, 6–3                    |
| 15. | září 2016     | Hammámet, Tunisko                    | antuka    | Fabien Reboul             | Franco Agamenone Mariano Kestelboim      | 2–6, 7–5, [10–4]            |
| 16. | říjen 2016    | Hammámet, Tunisko                    | antuka    | Bernd Kossler             | Eduardo Agustin Torre Matias Zukas       | 6–3, 6–3                    |
| 17. | říjen 2016    | Hammámet, Tunisko                    | antuka    | Mathias Bourgue           | Laurynas Grigelis David Pérez Sanz       | bez boje                    |
| 18. | březen 2017   | Heráklion, Řecko                     | tvrdý     | Tomás Barrios Vera        | Jaraslav Šyla Dzmitryj Žyrmont           | 4–6, 7–6(7–5), [10–7]       |
| 19. | duben 2017    | Heráklion, Řecko                     | tvrdý     | Rémi Boutillier           | Nick Chappell Robert Galloway            | 6–3, 6–7(8–10), [10–6]      |
| 20. | červenec 2017 | Montauban, Francie                   | antuka    | Grégoire Jacq             | Adria Mas Mascolo Pol Toledo Bagué       | 6–1, 3–6, [10–7]            |
| 21. | říjen 2017    | Nevers, Francie                      | tvrdý (h) | Antoine Hoang             | Alex Lawson Nathaniel Lammons            | 7–6(7–5), 6–4               |
| 22. | červen 2019   | Toulouse, Francie                    | antuka    | Grégoire Jacq             | Jonathan Kanar Laurent Lokoli            | 2–6, 6–2, [10–4]            |
| 23. | únor 2020     | Nonthaburi, Thajsko                  | tvrdý     | Corentin Denolly          | Sebastian Fanselow Karim-Mohamed Maamoun | 6–2, 6–4                    |
| 1.  | únor 2020     | Pau, Francie                         | tvrdý (h) | Antoine Hoang             | Simone Bolelli Florin Mergea             | 6–3, 6–2                    |
| 24. | březen 2020   | Potchefstroom, Jihoafrická republika | tvrdý     | Matteo Martineau          | Simon Carr Corentin Denolly              | 6–4, 6–2                    |
| 2.  | březen 2021   | Lille, Francie                       | tvrdý (h) | Antoine Hoang             | Dan Added Michael Geerts                 | 6–3, 6–1                    |
| 3.  | září 2024     | Orléans, Francie                     | tvrdý (h) | Sascha Gueymard Wayenburg | Manuel Guinard Grégoire Jacq             | 7–6(9–7), 4–6, [10–5]       |

## Finále na juniorském Grand Slamu

### Čtyřhra juniorů: 1 (1–0)
| Stav  | rok  | turnaj      | povrch | spoluhráč     | poražení finalisté            | výsledek |
| ----- | ---- | ----------- | ------ | ------------- | ----------------------------- | -------- |
| Vítěz | 2014 | French Open | antuka | Quentin Halys | Lucas Miedler Akira Santillan | 6–3, 6–3 |